# Alice Miller
Alice Miller (12. januar 1923 - 14. april 2010) var en schweizisk psykoanalytiker og forfatter, der var kendt for sit arbejde med barndomsudvikling, traumer og følelsesmæssig helbredelse. Hun var en af de mest indflydelsesrige psykoanalytikere i det 20. århundrede og er bedst kendt for sine bøger, der udfordrede konventionelle opfattelser af opdragelse og forældreansvar.
Miller kritiserede især de traditionelle opdragelsesmetoder og argumenterede for, at mange psykiske problemer senere i livet kunne spores tilbage til traumer og undertrykkelse oplevet i barndommen. Hun understregede vigtigheden af at anerkende og bearbejde disse traumer gennem terapi og selvindsigt for at opnå følelsesmæssig helbredelse og personlig vækst.
Alice Miller repræsenterede ikke en specifik skole inden for psykoanalysen. Hendes tilgang og synspunkter lå tættere på den humanistiske og eksistentielle tradition, hvor fokus lå på individets selvopdagelse, personlige ansvar og følelsesmæssig frihed. Hun var kendt for sin kritik af traditionelle psykoanalytiske koncepter og metoder og for sit arbejde med barndomsudvikling, traumer og følelsesmæssig helbredelse. Hun blev ofte betragtet som en outsider inden for psykoanalysen på grund af hendes kontroversielle synspunkter og hendes fokus på individets oplevelser og følelsesmæssige behov. Hun forlod til sidst psykoanalysen og begyndte i stedet at betegne sig som barndomsforsker.
Nogle af Millers mest kendte værker inkluderer Det selvudslettende barn og I begyndelsen var opdragelsen. Disse bøger har haft en betydelig indflydelse på psykoterapien og har inspireret mange mennesker til at udforske deres barndomstraumer og følelsesmæssige arv.

## Kendte værker

### Det selvudslettende barn (Das Drama des begabten Kindes, 1979)
Ifølge Miller kan nogle børn undertrykke deres egne behov, følelser og identitet for at tilfredsstille forældrenes forventninger eller opretholde en illusion af kærlighed og accept. Dette selvudslettende adfærdsmønster kan opstå som en måde for barnet at overleve i en dysfunktionel eller skadelig opvækstmiljø, hvor dets autentiske selv ikke bliver accepteret eller værdsat.
Det selvudslettende barn kan ofte opstå som følge af traumatiske oplevelser eller misbrug i barndommen, hvor barnet lærer at undertrykke sine egne behov og følelser for at undgå straf, afvisning eller tab af kærlighed. Dette kan føre til udviklingen af lavt selvværd, manglende grænser og vanskeligheder med at etablere sunde relationer senere i livet.
Miller argumenterede for vigtigheden af at anerkende og bearbejde disse underliggende traumer og følelsesmæssige sår for at opnå følelsesmæssig helbredelse og personlig vækst. Ved at bryde mønstret af selvudslettende adfærd kan individet begynde at genoprette forbindelse til sit autentiske selv og opnå en dybere følelse af selvværd, integritet og selvstændighed.

### I begyndelsen var opdragelsen (Am Anfang war Erziehung, 1980)
Denne bog udforsker betydningen af opdragelse og dens indflydelse på individets udvikling og psykiske velbefindende. Miller argumenterer for, at mange psykiske problemer senere i livet kan spores tilbage til traumer og undertrykkelse oplevet i barndommen, især som følge af skadelige opdragelsesmetoder.
"I begyndelsen var opdragelsen" udfordrer konventionelle opfattelser af forældreansvar og opdragelse og argumenterer for nødvendigheden af at skabe en opdragelseskultur baseret på empati, respekt og forståelse for barnets behov og følelser. Miller understreger vigtigheden af at anerkende og bearbejde barndomstraumer for at opnå følelsesmæssig helbredelse og personlig vækst. Bogen blev først udgivet på tysk i 1980 under titlen "Am Anfang war Erziehung" og har siden været oversat til flere sprog og inspireret mange mennesker til at reflektere over deres egen opvækst og forældreskab

### Du må ikke mærke (Du sollst nicht merken: Variationen über das Paradies-Thema,1981)
I denne bog undersøger Miller samfundets rolle i at undertrykke og ignorere børns behov og følelser og argumenterer for nødvendigheden af at bryde tabuet omkring barndomstraumer og misbrug for at skabe en sundere og mere medfølende verden. Bogen har haft en betydelig indflydelse på forståelsen af barndomstraumer og har inspireret mange til at tage fat på de vanskelige spørgsmål omkring børns velfærd og beskyttelse.
Titlen henviser til den sociale norm om at ignorere eller benægte børns oplevelser af traumer, misbrug og svigt. Det antyder, at samfundet, gennem sine normer, forventninger og institutioner, bidrager til at opretholde en kultur, hvor barnets lidelser ofte forbliver usete eller uanerkendte. Titlen understreger vigtigheden af at bryde dette tabu og bringe opmærksomhed på børns behov og rettigheder for at skabe en sundere og mere medfølende verden.

### Tavshedsmurens fald (Breaking Down the Wall of Silence: The Liberation of the Adult Who Was Abused as a Child, 1984)
I denne bog udforsker Miller de skadelige virkninger af at undertrykke smertefulde sandheder og traumer fra barndommen. Hun opfordrer læserne til at konfrontere deres fortid og ærligt udforske de traumer, der kan være blevet undertrykt eller fortrængt gennem årene. Ved at konfrontere disse smertefulde sandheder og gennemgå en proces med selvindsigt og helbredelse, hævder Miller, at individet kan opnå en dybere følelse af frihed og autenticitet.

### Den bandlyste viden (Das verbannte Wissen: Zu den Grundlagen der Psychoanalyse, 1988)
Bogen udforsker emner relateret til barndomstraumer og den måde, hvorpå samfundet kan bidrage til at undertrykke og benægte sådanne skadelige oplevelser. Miller opfordrer læserne til at konfrontere og anerkende disse tidlige skader for at opnå følelsesmæssig helbredelse og personlig vækst.

### Livets veje (Paths of Life: Seven Scenarios, 1998)
Bogen udforsker forskellige livsscenarier og barndomstraumer og deres indflydelse på individets udvikling og livskvalitet. Hver "scenario" i bogen giver et dybtgående kig på forskellige aspekter af barndommen og de psykologiske konsekvenser, der kan følge af tidlige traumer.